# Bitexco Financial Tower

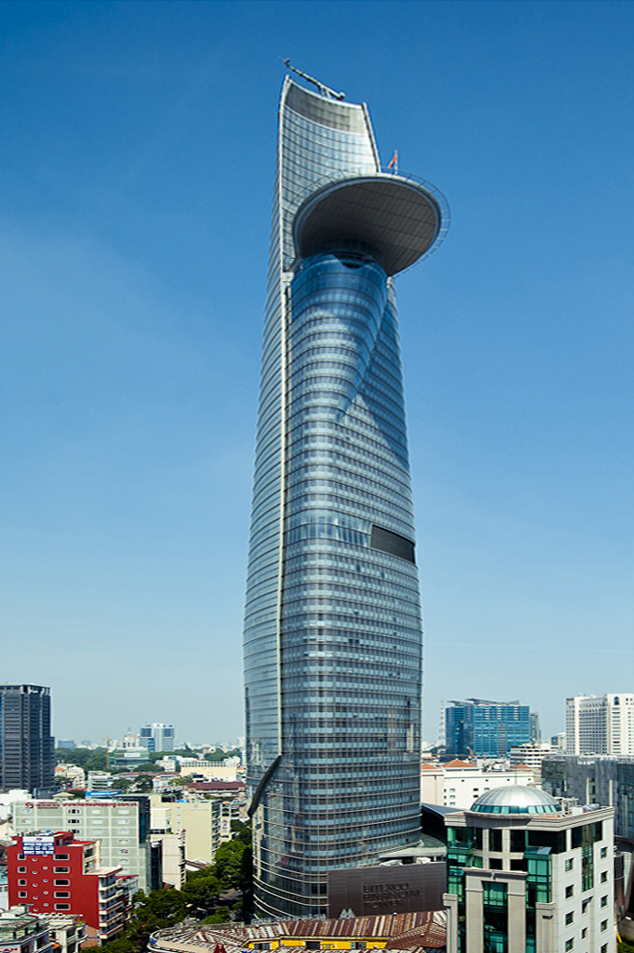
Bitexco Financial Tower

Bitexco Financial Tower é um arranha-céu localizado na Cidade de Ho Chi Minh, no Vietnã. A construção começou em 2007 e terminou em 2010. A altura é de 265,5 metros, o mais alto na cidade, e tem uma área total de 1.000 quilômetros quadrados.